# Дорога до слави з Міссі Елліотт
Дорога до слави з Міссі Елліотт (англ. «The Road to Stardom with Missy Elliott») — змагальне реаліті-шоу, що транслювалося телемережою UPN у 2005 році. Головним суддею та ведучою була хіп-хоп виконавиця Міссі Елліотт. Інші судді: співачка-продюсер Тіна Марі, продюсер Даллас Остін і менеджер Мона Скотт.

## Учасники
- Акіл: 23-річний учитель з Джерсі-Сіті, штат Нью-Джерсі
- Корі Яркін: 21-річна недавня випускниця коледжу з Орландо, штат Флорида
- Делтрайс: 23-річний дизайнер одягу із Сан-Франциско
- Едді: 25-річний будівельник з Нового Орлеана
- Френк Бі: 21-річний будівельник з Брукліна, Нью-Йорк
- Гізер: 22-річна студентка з Бостона
- Джессіка: 23-річна письменниця з Чикаго
- Маркус: 24-річний охоронець з Г'юстона
- Меттью: 25-річний артист у тематичному парку відпочинку з Орландо, штат Флорида
- Мелісса: 19-річна студентка з Плімута, штат Міннесота
- Нік: 29-річний DJ з Алісо Вієхо, штат Каліфорнія
- Нілайн Філдс: 23-річна візажистка/студентка з Плейнфілда, штат Нью-Джерсі
- Yelawolf: 24-річний художник графіті з Рейнбов-Сіті, штат Алабама[4]

Переможцем стала Джессіка Беттс. Шоу не продовжили на другий сезон.